# Phorocerosoma forcipatum
Phorocerosoma forcipatum là một loài ruồi trong họ Tachinidae.